# 藤原敦家
藤原 敦家（ふじわら の あついえ）は、平安時代中期から後期にかけての貴族・雅楽家。藤原北家道綱流、参議・藤原兼経の子。官位は正四位上・伊予守。

## 経歴
後冷泉朝にて、右近衛少将を経て、康平5年（1062年）左馬頭に任ぜられる。治暦4年（1068年）4月に後冷泉天皇が重態となる中で蔵人頭に任ぜられるが、任官僅か3日ほどで後冷泉天皇は崩御し、敦家は蔵人頭を辞した。
白河朝から堀河朝初頭にかけて、加賀守・備前守・近江守・伊予守と地方官を歴任する。この間の寛治元年（1087年）六条殿被仰勧賞により正四位上に至る。寛治4年（1090年）7月13日に金峰山で頓死。最終官位は伊予守正四位上。享年58。

## 人物
「管絃得名楽道之名匠」と評され、神楽・朗詠・今様に堪能であったとされる。和邇部用光に学び、秘曲「臨調子」を伝授されたという。特に篳篥の腕前は素晴らしく「本朝篳篥一芸相伝棟梁」と評された。
金峰山での頓死についても、「敦家、こゑめでたくて御嶽に召しとどめられて御眷属となり」といわれた。

## 官歴
- 康平4年（1061年） 7月21日：見右近衛少将[6]
- 康平5年（1062年） 3月12日：左馬頭[7]
- 時期不詳：正四位下
- 治暦4年（1068年） 4月16日：蔵人頭[8]
- 承保元年（1074年） 11月23日：見加賀守[9]
- 承暦4年（1080年） 2月15日：見備前守[10]
- 応徳3年（1086年） 10月5日：見近江守[11]
- 寛治元年（1087年） 8月28日：正四位上（六条殿被仰勧賞）[12]
- 寛治3年（1089年） 正月5日：見近江守[13]
- 時期不詳：伊予守
- 寛治4年（1090年） 7月13日：卒去（伊予守正四位上）[1][14]

## 系譜
『尊卑分脈』による。
- 父：藤原兼経
- 母：藤原隆家の娘
- 妻：藤原兼子（藤原顕綱の娘） - 堀河天皇乳母
  - 男子：藤原敦兼（1079-?）
  - 女子：藤原俊忠室 - 藤原俊成の母
- 妻： 藤原良貞の娘
  - 男子：藤原敦俊（1063-1125） - 上総介従五位上
  - 男子：定円 - 少僧都、興福寺権別当